# Willemstad
Willemstad é a capital e maior cidade de Curaçau,  uma ilha caribenha autônoma pertencente aos Países Baixos. A cidade é conhecida por sua arquitetura colorida e sua história cultural rica, com influências holandesas, africanas e caribenhas. Sua população é de aproximadamente 150.000 habitantes. Tem um porto e aeroporto internacional. Anteriormente a cidade foi a capital do território das Antilhas Neerlandesas, dissolvidas em 10 de outubro de 2010.

## Economia
A economia de Willemstad, assim como de Curaçao, é baseada principalmente no turismo, no comércio e no setor financeiro.
O turismo é uma das principais fontes de renda para a ilha, com muitos turistas visitando Willemstad para desfrutar de sua arquitetura colorida, praias de areia branca e vida noturna animada. Além disso, o setor de cruzeiros também é importante, com muitos navios de cruzeiro parando na cidade.
O comércio é outra fonte importante de renda para a cidade, com Willemstad sendo um importante porto comercial e centro de negócios na região. Há muitas empresas internacionais e bancos baseados na cidade, incluindo a Royal Dutch Shell e a ING Bank.
O setor financeiro também é importante para a economia de Willemstad, com muitos bancos e empresas de investimento baseados na cidade. O governo também tem um papel importante na economia, com muitos empregos públicos disponíveis na área.
Além disso, outros setores econômicos, como a indústria petrolífera, a indústria de construção, e pequenas indústrias artesanais também contribuem para a economia local.

## Filhos ilustres
- Vurnon Anita - futebolista que atua como meia esquerda.
- Jean-Julien Rojer - tenista que atualmente defende os Países Baixos.